# Pontinus sierra
Pontinus sierra és una espècie de peix pertanyent a la família dels escorpènids.

## Descripció
- Fa 28 cm de llargària màxima (normalment, en fa 20).
- Nombre de vèrtebres: 24.[6][7]

## Reproducció
És ovípar amb larves planctòniques.

## Hàbitat
És un peix marí, demersal com a adult i pelàgic com a jove, i de clima tropical (25°N-8°N) que viu fins als 250 m de fondària.

## Distribució geogràfica
Es troba al Pacífic oriental central: des del Golf de Califòrnia fins a Panamà i el Perú.

## Observacions
És inofensiu per als humans.